# Rohrdorf (Baden-Württemberg)
Rohrdorf település Németországban, azon belül Baden-Württembergben. Lakosainak száma 1972 fő (2023. december 31.).

## Szomszédos községek
- Ebhausen (észak)
- Nagold (kelet, dél)
- Haiterbach (délnyugat)
- Altensteig (nyugat)

## Népesség
A település népessége az elmúlt években az alábbi módon változott:
| Lakosok száma | 1027 | 1270 | 1520 | 1749 | 1807 | 2020 | 2006 | 1956 | 1914 | 1972 |
|               | 1961 | 1967 | 1974 | 1980 | 1987 | 1993 | 2000 | 2006 | 2013 | 2023 |